# The Matadors
The Matadors byla československá hudební skupina, která v 2. polovině 60. let výrazně ovlivnila pražskou rockovou scénu.

## Historie skupiny
Skupina vznikla v květnu 1965 přejmenováním skupiny Fontana, dříve Pra-Be (soubor českých a německých studentů „Praha – Berlín“). Skupina zpočátku vystupovala pouze v tehdejší Německé demokratické republice, v dubnu 1966 se vrátila do Prahy a už její první pražské vystoupení bylo obrovským úspěchem. Po odchodu Vladimíra Mišíka na vojnu odešel Karel Kahovec do skupiny Flamengo a z Flamenga do Matadors přišel Viktor Sodoma. Od konce roku 1966 až do srpna 1968 skupina vystupovala v této (pravděpodobně nejslavnější) sestavě:
- Otto Bezloja – baskytara, umělecký vedoucí,
- Radim Hladík – kytara,
- Viktor Sodoma – zpěv,
- Jan Farmer Obermayer (vlastním jménem Jan Obermajer) – klávesy,
- Tony Black (vlastním jménem Miroslav Schwarz) – bicí.

V té době byla skupina považována pražským publikem i hudebními kritiky za nejlepší českou beatovou skupinu. Po srpnu 1968 odešli ze skupiny Radim Hladík, Jan Farmer Obermayer a Viktor Sodoma a místo nich přišli méně známí hudebníci (Miloš „Reddy Kirken“ Vokurka – zpěv, Jiří Matoušek – klávesy a Petr Netopil – kytara). Skupina potom odjela do Mnichova na angažmá do muzikálu „Hair“ a působila v Německu.

## Diskografie (výběr)
Skupina vydala řadu SP, EP i LP desek a CD, např.:
- The Matadors (Supraphon 1968, Artia 1969, Bonton 1995)

### EP
- Farmer John / Sing A Song Of Sixpence / Locomotion With You / Pay, Pay Twist (EP Supraphon 1966)
- Hate Everything Except Of Hatter / Get Down From The Tree / I Think It's Gonna Work Out Fine / Indolence (EP Supraphon 1967)

### Singly
- Snad jednou ti dám / Malej zvon, co mám (SP Supraphon 1966)
- Zlatý důl / Láhev kalorií (SP Supraphon 1968)

### Split
- Night Club '67 - Don't Bother Me/Get Down From The Tree/Old Mother Hubbard/I Think It's Gonna Work Out Fine (Split Supraphon 1967)
- Rock Story 1 (Split Supraphon 1991)